# Julius Braun (Kunsthistoriker)
Julius Braun (* 16. Juli 1825 in Karlsruhe; † 22. Juli 1869 in München) war ein deutscher Kunsthistoriker und Hochschullehrer.

## Leben
Braun bekam seine erste Ausbildung im Haus eines Kirchenrats Bähr. Anschließend besuchte er das Karlsruher Lyzeum, bevor er ab 1843 an den Universitäten Heidelberg und Berlin zunächst Evangelische Theologie, dann Philologie und Kunstgeschichte studierte. Während seines Studiums wurde er 1844 Mitglied der Alten Heidelberger Burschenschaft Alemannia und 1845 der Burschenschaft Teutonia Heidelberg. Zu seinen akademischen Lehrern gehörte unter anderem Eduard Maximilian Röth. 1848 bestand er in Karlsruhe die Lehramtsprüfung und ging anschließend auf ausgedehnte Reisen. Von 1850 bis 1853 reiste er über Ägypten, Syrien, Griechenland und Italien nach Frankreich und England.
Braun habilitierte sich 1853 an der Heidelberger Universität und lehrte anschließend dort als Privatdozent. Im Jahr 1860 folgte er einem Ruf auf eine außerordentliche Professur an die Universität Tübingen. Nachdem Conrad Bursian statt Braun auf den Lehrstuhl für Archäologie berufen worden war, ging dieser nach nur einem Semester von Tübingen nach München. Dort hielt er Vorlesungen an der Akademie der Bildenden Künste, allerdings erhielt er dort keine Anstellung. Er reiste 1865 erneut nach Rom. Im Juli 1869 erkrankte er an einer Meningitis, an der er kurz darauf verstarb. Seine zweibändige Naturgeschichte der Sage galt als sein Hauptwerk.
Braun war ab 1860 mit der Schriftstellerin Rosalie Braun-Artaria verheiratet.

## Veröffentlichungen (Auswahl)
- Studien und Skizzen aus den Ländern der alten Kultur. Vierzehn Vorlesungen. Bassermann & Mathyn, Mannheim 1854.
- Geschichte der Kunst: in ihrem Entwicklungsgang durch alle Völker der alten Welt hindurch auf dem Boden der Ortskunde nachgewiesen. 2 Bände, Kreidel und Niedner, Wiesbaden 1856–1858.
  - Band 1: Das Nilthal und Mesopotamien (Babylon und Niniveh) mit den Nebenländern ....
  - Band 2: Kleinasien und die hellenische Welt.
- Rhodos, Kreta und Mykene. Aus dem zweiten Band von J. Braun's Geschichte der Kunst besonders abgedruckt. Leske, Darmstadt 1858.
- Naturgeschichte der Sage. 2 Bände, Bruckmann, München 1864–1865.
- Historische Landschaften, Cotta, Stuttgart 1867.
- Gemälde der mohammedanischen Welt. Brockhaus, Leipzig 1870.